# Phytomyza abiskensis
Phytomyza abiskensis är en tvåvingeart som beskrevs av Spencer 1976. Phytomyza abiskensis ingår i släktet Phytomyza och familjen minerarflugor.
Artens utbredningsområde är Sverige. Arten är reproducerande i Sverige. Inga underarter finns listade i Catalogue of Life.